# Alfons Diener von Schönberg
Alfons Diener von Schönberg (* 19. August 1879 in Pfaffroda; † 16. November 1936 ebenda) war ein deutscher Kunsthistoriker und nationalsozialistischer Funktionär. Er war Präsident der Forstwirtschaftskammer Sachsen, Hauptstellenleiter bei der NSDAP-Kreisleitung Freiberg und Kreisjägermeister. Als Besitzer von Schloss Pfaffroda mit Dörnthal betätigte er sich auch als Familien- und Heimatforscher.

## Leben

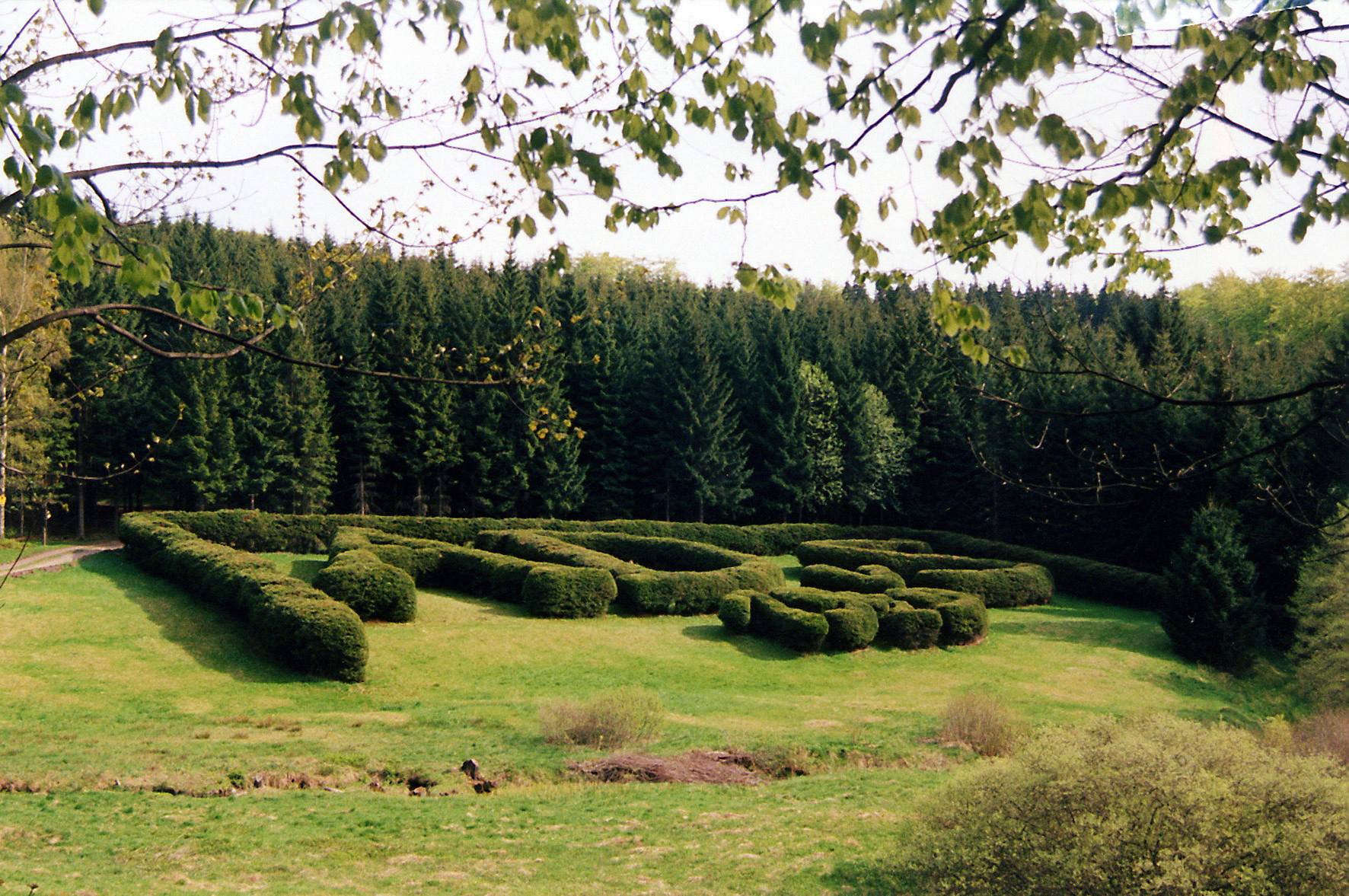
Angepflanzte Initialen ADvS 1929 im Bärenbachtal

Er war der Sohn von Franz Diener und Sara Diener, geb. von Schönberg, deren Bruder Carl Alexander von Schönberg (1857–1928) ihn adoptierte, so dass er Herr auf Pfaffroda mit Dörnthal im mittleren Erzgebirge wurde. Die Verwaltung des reichen Besitzes ermöglichte es ihm nach dem frühen Ableben seines Adoptivonkels, nebenbei kunsthistorische Studien zu betreiben. 1914 erfolgte die Promotion zur Geschichte der Olbernhauer Gewehrindustrie an der Universität Leipzig. 1916 wurde der bis dato ungediente Diener von Schönberg zum Wehrdienst einberufen, aus welchem er 1918 als Offizier zurückkehrte.
Er war von 1933 bis zu seinem Tod Präsident der Forstwirtschaftskammer Sachsen und Hauptstellenleiter bei der NSDAP-Kreisleitung in Freiberg. Auf der ersten Sitzung des neuen Bezirkstages in Freiberg war er im März 1933 zum Vorsitzenden gewählt worden.
Schönberg trat in den Erzgebirgsverein ein, dessen Ehrenmitglied er im Zweigverein Olbernhau wurde. Er galt als ausgewiesener Kenner der Schönberg’schen Geschichte im 20. Jahrhundert und legte mehrere wissenschaftliche Beiträge vor. Daneben publizierte er auch die beiden Bände Meister Magirus. Seltsame Geschichten (1930) und Krumme Schatten (1935). Beide Bände sind äußerst selten. Letzterer wurde 2007 in einer Liebhaberausgabe nachgedruckt.
Des Weiteren beschäftigte sich Diener von Schönberg mit der historischen Waffenkunde. 1899 trat er als zum damaligen Zeitpunkt jüngstes Mitglied in den Verein für historische Waffenkunde ein. Zu seinem ererbten Besitz zählte auch eine umfangreiche Rüstkammer, welche er aufarbeitete und um Neuerwerbungen erweiterte. Waffenkundliche Kenntnisse erlangte Diener von Schönberg vor allem durch Seminare beim Dresdener Waffenkundler Karl Koetschau. 1908 erhielt Diener von Schönberg die Aufgabe, das Schwarzburger Zeughaus zu inventarisieren. 1912 legte er einen Katalog zur Rüstkammer der Wartburg vor. Seit 1906 war er Schriftführer des Vereins für hist. Waffenkunde, 1930 wurde er 2. Vorsitzender. Seit 1934 hatte er das Amt des 1. Vorsitzenden inne, welches erst mit seinem Tod endete.
Alfons Diener von Schönberg starb am 16. November 1936 nach einer Operation auf seinem Schloss Pfaffroda. Er wurde am 19. November in der Familiengruft beigesetzt. Die Trauerrede hielt der sächsische Innenminister Karl Fritsch. Neben Vertretern der NSDAP, der Stadt und Amtshauptmannschaft Freiberg sowie des Wehrbezirkskommandos Freiberg waren auch Mitglieder der der sächsischen Jägerschaft sowie weiterer Verbände, denen Alfons Diener von Schönberg angehörte, anwesend.

## Veröffentlichungen (Auswahl)
Monografien
- Die Waffen der Wartburg. Beschreibendes Verzeichnis der Waffen-Sammlung S.K.H. des Grossherzogs Wilhelm Ernst von Sachsen-Weimar-Eisenach. Historischer Verlag Baumgärtel, Berlin 1912, (Digitalisat).
- Geschichte der Olbernhauer Gewehrindustrie. Ein Beitrag zur Wirtschaftsgeschichte des sächsischen Erzgebirges. Inaugural-Dissertation zur Erlangung der Doktorwürde der Hohen Philosophischen Fakultät der Universität Leipzig. s. n., Halle a. S. 1914, (Digitalisat).

Beiträge
- Geschichte der Gewehrfabrik zu Olbernhau in Sachsen. In: Karl Koetschau (Hrsg.): Beiträge zur Geschichte der Handfeuerwaffe. Festschrift zum 80. Geburtstag von Moritz Thierbach. Baensch, Dresden 1905, S. 155–195, (Digitalisat).
- Waffenpreise am Anfang des 17. Jahrhunderts. In: Zeitschrift für historische Waffenkunde. Band 3, Nr. 3, 1902/1905, S. 79–82, (Digitalisat).
- Knebel an Jagdblankwaffen. In: Zeitschrift für historische Waffenkunde. Band 3, Nr. 12, 1902/1905, S. 345–357, (Digitalisat).
- Eine Büchse aus der Rüstkammer zu Schloß Pfaffroda i. S. In: Zeitschrift für historische Waffenkunde. Band 4, Nr. 1, 1906/1908, S. 28–29, (Digitalisat).
- Nachtrag zur Geschichte der Gewehrfabrik zu Olbernhau. In: Zeitschrift für historische Waffenkunde. Band 4, Nr. 3, 1906/1908, S. 88–89, (Digitalisat).
- Der Bestand der chursächsischen Zeughäuser zu Ende des 16. Jahrhunderts. In: Zeitschrift für historische Waffenkunde. Band 4, Nr. 10, 1906/1908, S. 306–311, (Digitalisat).
- Sachsenburg. In: Mitteilungen des Landesvereins Sächsischer Heimatschutz. Band 20, Heft 9/12, 1931, S. 289–334, (Digitalisat).